# Giacomo Barozzi da Vignola

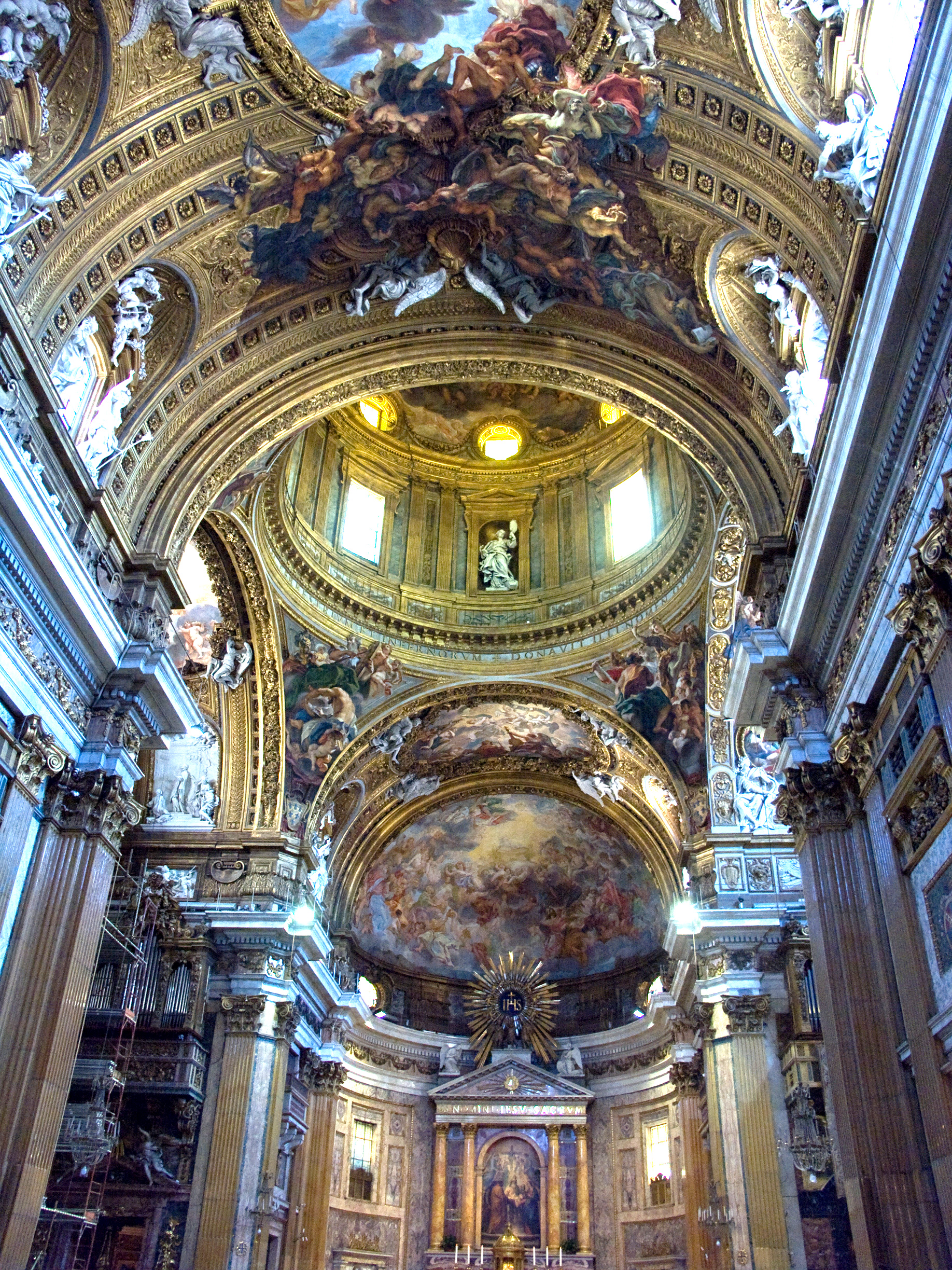
Il Gesù i Rom, interiören.

Giacomo Barozzi da Vignola, vanligtvis kallad Vignola, född 1 oktober 1507 i Vignola, Hertigdömet Modena och Reggio, död 7 juli 1573 i Rom, Kyrkostaten, var en italiensk arkitekt.

## Biografi
Efter sin fars död skickades Vignola av sin mor till Bologna för att studera konst, inledningsvis måleri, men han gick tidigt över till arkitektur. Till Rom kom han för att studera antikens byggnadsverk och fick kort efter sin ankomst uppdrag att mäta och teckna de viktigaste bland dem. År 1537 följde han Francesco Primaticcio till Frankrike och utarbetade utkast för Frans I, men förverkligandet av dessa förhindrades av krig. Efter sin återkomst till Italien fick han först sysselsättning i Bologna, där han utförde Casa Bocchi och ombyggde Portico de' Banchi samt byggde tornet på Palazzo Isolani i det närbelägna Minerbio. Hans tidigaste kolossalbyggnad var Palazzo Farnese i Piacenza (1558), som bekostades av Margareta av Parma, och bara till hälften färdigställdes. Denna byggnad har intresse som en av de första byggnader, där inget dominerande detaljmotiv förekommer, utan proportionerna helt fått vara avgörande. 
Vignolas huvudsakliga verksamhet bedrevs i Rom där han var arkitekt åt den inflytelserika familjen Farnese, och där Julius III 1550 utnämnde honom till sin arkitekt. Han började omedelbart ägna sig åt påvens villa, Villa Giulia, som Julius III lät uppföra vid Via Flaminia utanför Porta del Popolo. Utförandet leddes dels av Vasari, dels av Vignola, som hade stor del i denna renässansens sista villaanläggning. Porta del Popolo utförde Vignola efter Michelangelos utkast. Hans viktigaste profana byggnadsverk är Villa Farnese i Caprarola, beläget mellan Viterbo och Rom.
Vignolas främsta byggnadsverk är sannolikt jesuiternas moderkyrka Il Gesù i Rom, som han påbörjade 1568. Efter Vignolas död fullbordades kyrkan 1584 av Giacomo della Porta. Vignolas design av kyrkans grundplan blev banbrytande, och det var den form som sedan togs upp av barockstilen. Istället för öppna sidoskepp använde han sig av en serie sidokapell, sinsemellan sammanlänkade med smala genomgångar. Kyrkan fick korsform med grunda korsarmar som inte skjuter ut utanför sidokapellen, och kupol över korsmitten. Med denna plan slog en ny, rationell kyrkotyp igenom, som skulle utgöra prototyp för otaliga kyrkobyggnader.
Vignola uppförde 1554 den lilla kyrkan Sant'Andrea in Via Flaminia, som är en av 1500-talets mest progressiva och experimentella kyrkor. I Sant'Andrea, som har Pantheon som förebild, introduceras den ovala kupolen, som kom att bli en av arkitekternas favoritdetaljer i de små barockkyrkor som byggdes senare, bland annat i San Carlo alle Quattro Fontane av Borromini och Sant'Andrea al Quirinale av Bernini. 1565 ritade Vignola Sant'Anna dei Palafrenieri i Vatikanen, där både grundplan och kupol har oval form.
Vignola fick också stor betydelse genom sin skrift Regole delli cinque ordini d'architettura (1563; "Romerska kolonnordningarna efter Vignola"), som under århundraden utgjorde ett rättesnöre inom arkitekturen.

## Bilder

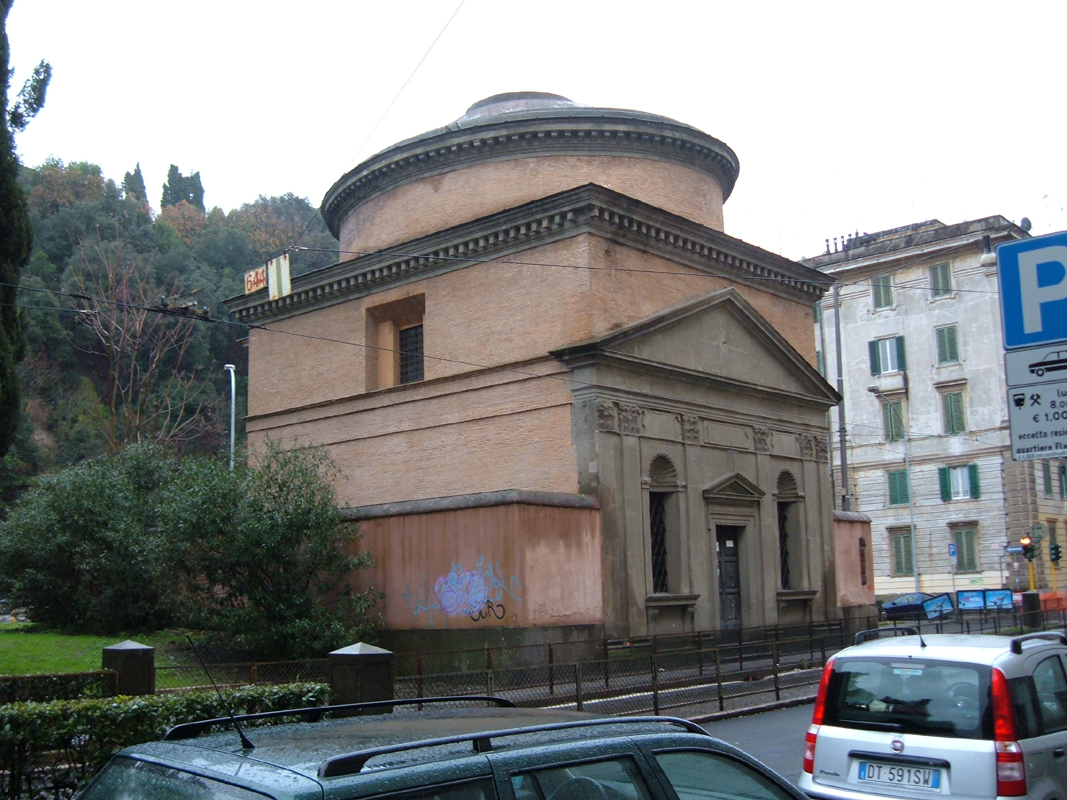
Sant'Andrea in Via Flaminia.
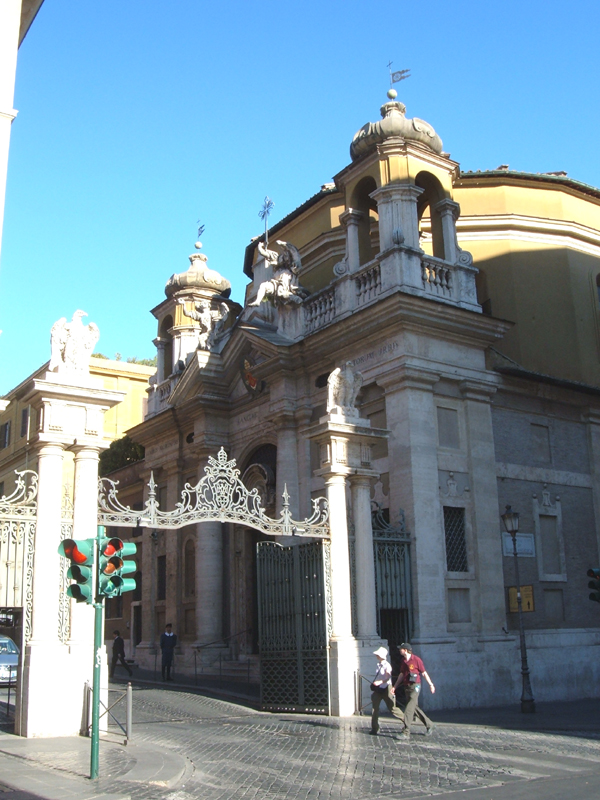
Sant'Anna dei Palafrenieri.